# Henri Valois
 (avril 2025).
Pour les articles homonymes, voir Valois.
Henri Valois ou Henri de Valois (Paris, 10 septembre 1603 – Paris, 7 mai 1676), en latin Henricus Valesius, fut un philologue et historien français.

## Biographie
Issu de la petite noblesse normande établie entre Bayeux et Lisieux, il étudia chez les Jésuites à Verdun puis au collège de Clermont à Paris, où il eut pour maître de rhétorique Denis Pétau. Il étudia ensuite le droit à Bourges (1622-24) avant de retourner à Paris où, pour plaire à son père, il pratiqua le droit pendant sept ans contre ses goûts qui le portaient à l'étude.
Il publia en 1634 sous le titre de Polybii, Diodori Siculi, Nicolai Damasceni, Dionysii Halicarnassii, Appiani, Alexandri, Dionis et Ioannis antiocheni excerpta de nombreux fragments inédits d'auteurs antiques, qu'il identifia dans un manuscrit sur l'œuvre de Constantin Porphyrogénète que Peiresc avait acquis à Chypre. En 1636, il édita le livre XVIII des Rerum gestarum d'Ammien Marcellin, avec de nombreuses notes sur cette période et ses institutions, il y ajoute aussi l'édition de deux textes latins connus depuis sous le nom d'Anonyme de Valois.
En 1650, l'assemblée du clergé français lui commanda la publication des historiens ecclésiastiques : il fit paraître en 1659 l'Histoire Ecclésiastique d'Eusèbe de Césarée, augmentée d'une biographie, d'un panégyrique et d'un discours de Constantin (Eusebii ecclesiastica historia, et vita imperatoris Constantini, graece et latine). Le texte était accompagné d'une nouvelle traduction latine, d'un appareil critique, et de quatre dissertations sur le donatisme, Anastase, la Septante, et la martyrologie romaine. En 1668, il publia Socrate de Constantinople et Sozomène avec trois livres d'observations sur l'histoire de saint Athanase, de Paul, évêque de Constantinople, et du sixième canon du concile de Nicée. En 1673, il acheva un ouvrage comprenant l'œuvre de Théodoret, d'Évagre le Scholastique, et des extraits de Philostorge et de Théodore Lector (Socratis, Sozomeni, Theodoreti et Evagrii Historia ecclesiastica). Les éditions critiques grecques publiées par Henri Valois furent utilisées par Louis Cousin pour la traduction en français en 1675-1676 des œuvres des historiens ecclésiastiques.
Il reçut des pensions du président du parlement de Paris Jean-Antoine de Mesmes, du clergé de France, de Mazarin et de Louis XIV. En 1664, il épousa, presque aveugle, Marguerite Chesneau, avec laquelle il eut quatre fils et trois filles.
Son œuvre est importante, même si les manuscrits à sa disposition ne furent pas toujours les meilleurs, et Valois joua un rôle important parmi les érudits de son temps : il écrivit d'ailleurs les éloges funéraires de Sirmond, Pierre Depuy, et Pétau. On a de lui également quelques poésies latines.
Il est le frère d'Adrien de Valois (1607-1692).